# Sphaerocaryum
Sphaerocaryum là một chi thực vật có hoa trong họ Hòa thảo (Poaceae).

## Loài
Chi Sphaerocaryum gồm các loài: